# Leonardo Vinci
|  | No s'ha de confondre amb Leonardo da Vinci. |

Leonardo Vinci (1690- 27 de maig de 1730), va ser un compositor de música del Barroc italià, conegut sobretot per les seves òperes. Ja pels volts del 1720 escrivia òperes bufes en dialecte napolità i després va aconseguir també èxits amb el gènere seriós, com en la seva Didone abbandonata (1726), sobre text de Metastasio. La seva mort prematura va tallar una carrera en ple ascens.

## Biografia
Vinci va néixer el 1691 a Strongoli, poble de la província de Crotona, Calabria, Itàlia. A primerenca edat, possiblement el 1708 va ingressar al Conservatori dels pobres de Jesús de Nàpols on va estudiar amb Gaetano Greco.
El seu reconeixement com a compositor es va iniciar el 1719 amb l'estrena de l'opera buffa El cecato fauzo, amb llibret en napolità, molt celebrada en el Teatro dei Fiorentini, primer esglaó del gènere. Per a aquest mateix teatre Vinci va escriure moltes obres similars, de les quals l'última d'elles, Le Zite 'n Galera (1722) és generalment reconeguda com la millor i constitueix d'altra banda l'òpera bufa més antiga de la qual es conserva la partitura completa.
La fama de Vinci com a autor d'òpera bufa li va obrir les portes per a fer una incursió en el gènere dramàtic, i la seva òpera seriosa Publio Cornelio Scipione va ser també reeixida. A partir de llavors, li van ploure encàrrecs d'altres ciutats, especialment Roma i Venècia.
A la mort d'Alessandro Scarlatti el 1725, Vinci va ser nomenat el seu successor com a mestre de la capella reial de Nàpols. En aquesta època la seva fama va transcendir fins i tot lluny d'Itàlia: se sap que Händel va presentar a Londres un Pasticcio sobre temes presos d'àries de Vinci.
El febrer de 1728 Vinci va anar empleat per l'ordre del Rosari, convertint-se en el mestre de capella del Conservatori i de l'Església de Santa Catalina. Per uns quants mesos va ser en conseqüència professor de Giovanni Battista Pergolesi. Després de pocs mesos, va delegar aquest treball en Francesco Durante a fi de tenir més temps per continuar component òperes. La seva amistat amb el poeta Pietro Metastasio el va proveir d'innombrables llibrets per a les seves obres, amb textos utilitzats per molts altres compositors al llarg del segle xviii.
Algunes de les seves obres, com l'òpera bufa Lo barone de Crocchia van ser compostes per a la interpretació d'un llegendari cantant castrato de l'època, el cavaliere Carlo Broschi, anomenat Farinelli. La seva òpera Medo, va ser estrenada a Parma el 1728 per Farinelli i el seu col·lega i amic de tota la vida, Bernacchi.
La seva sobtada mort, probablement no natural, mai no va poder ser totalment aclarida. Es creu que va ser enverinat com a conseqüència d'una controvèrsia amorosa.

## Obra

### Opera bufa
Aquestes comèdies musicals de l'època no gaudien de bona fama entre els cercles acadèmics. Tanmateix, Vinci va assolir el reconeixement de Nàpols amb elles, i li van obrir les portes del reconeixement a tot Itàlia i fins i tot a l'estranger. Totes les obres van ser compostes en l'esmentada ciutat, i estrenada en el Teatro dei Fiorentini.
- Lo cecato fauzo, 1719
- Lo scagno, 1720
- Lo Scassone, 1720
- Lo barone de Crocchia, 1721
- Le Zite 'n Galera,1722
- La festa del Bacco, 1722
- Lo castello sacchieato, 1722
- Lo laberinto, 1723
- La mogliera fedele, 1724

### Òpera dramàtica
Des de 1722 fins a la seva mort, Vinci es va dedicar de ple a la composició d'òperes dramàtiques, la majoria ambientades en l'antiga Roma. Dinou obres en menys de vuit anys, donen una idea de l'èxit del gènere, complint els creixents encàrrecs dels teatres de les principals ciutats d'Itàlia. S'indica en cada cas el lloc i any d'estrena:
- Publio Cornelio Scipione, Nàpols, 1722
- Sila dictador, Nàpols, 1723
- Fornace, Roma, 1724
- Eraclea, Nàpols, 1724
- Ifigenia en Tauride, Venècia, 1725
- Rosmira fedele, Venècia, 1725
- El triunfo de Camila, Parma, 1725
- Asianatte, Nàpols, 1725
- Siroe, re di Persia, Venècia, 1725
- Dido abandonada, Roma, 1726
- Ermelinda, Nàpols, 1726
- Segismundo, rey de Polonia, Roma, 1727
- La caduta de' decemviri,
- Medo, Parma, 1728
- Catone in Utica, Roma, 1728
- Flavio Antico Oliario, Roma, 1728
- Alessandro nell'Indie, Roma, 1729
- Semiramide riconosciuta, Roma 1729
- Partenope, Venècia, 1724 o 1725
- Artajerjes, Roma el 4 de febrer de 1730.

### Cantata
- La condesa de los gnomos (1729)

### Oratoris
- La glòria del Santíssim Rosari, 1722, Nàpols
- La protecció del Rosari, 1720
- La Verge dolorosa, 1731